# Schubbige fopzwam
De Schubbige fopzwam (Laccaria proxima) is een schimmel behorend tot de familie Hydnangiaceae. Hij vormt ectomycorrhiza met loof- en naaldbomen op zandige, zure en venige bodems en wordt ook wel heidefopzwam genoemd. De soort groeit vooral bij berk (Betula), eik (Quercus) en den (Pinus). Al bij zeer jonge boompjes kunnen vruchtlichamen tot ontwikkeling komen.

## Kenmerken
Hoed
De hoed heeft een diameter van 2 tot 8 cm. De vorm is aanvankelijk halfbolvormig, dan convex en uiteindelijk plat met een licht ingedeukt midden. In dat stadium is de hoed dikwijls gegolfd en gelobd. Het oppervlak van het jonge vruchtlichaam is vaal oranjebruin tot oranjerood en eerst licht viltig, daarna ruwer en bedekt met vezelige schubjes. De rand is enigszins doorschijnend gestreept. De zwam droogt op tot een bleke okerkleur. Vaak scheurt de hoed radiaal in langs de lamellen.
Lamellen
De lamellen zijn 3 tot 10 mm breed en aangehecht aan de steel. De kleur is roze of vleesroodachtig. Naast de hoofdlamellen zijn er interlamellen.
Steel
De steel heeft een lengte van 6 tot 12 cm en een dikte van 5 tot 8 mm. vorm is cilindrische, vaak gebogen, verdikt aan de basis. De steel is aanvankelijk en later hol. Het oppervlak is sterk vezelig, soms gegroefd, roodbruin of donkerbruin van kleur. De basis is donkerder dan de rest van de steel en bedekt met witte schimmeldraden van mycelium.
Vlees
Het vlees is witachtig met een vleesbruine tint, hard in de hoed, kraakbeenachtig in de steel.
Geur en smaak
De smaak is mild, onduidelijk en de geur is zwak, ongedefinieerd.
Sporenprint
De sporenprint is wit. 

### Microscopische kenmerken
De basidia zijn 4-sporig. De basidiosporen zijn elliptisch, bedekt met fijne stekels van 0,5 tot 1 μm lang en meten 7,5-11 × 6-9 µm en een Q-getal van 1,2-1,35  Er zijn filamenteuze cheilocystidia van ongeveer 70 μm lang en 10 μm dik.

## Verspreiding
De schubbige fopzwam komt voor in Noord- en Midden-Amerika, Europa, Azië, Australië en Nieuw-Zeeland. Hij is wijd verspreid in Europa. Ook Nederland en België komt hij zeer algemeen voor. Hij is niet bedreigd en staat niet op de rode lijst.

## Foto's

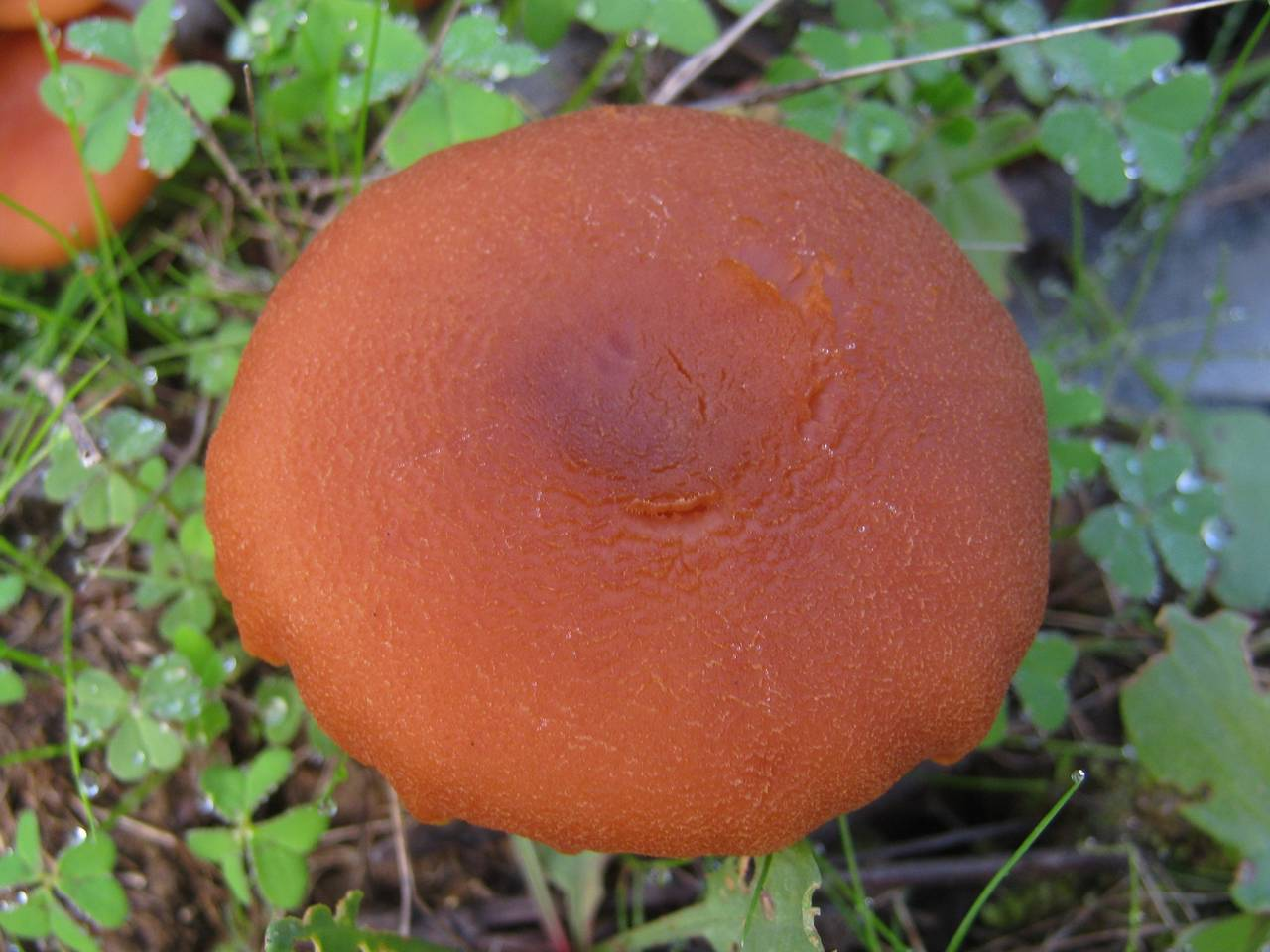
Hoed
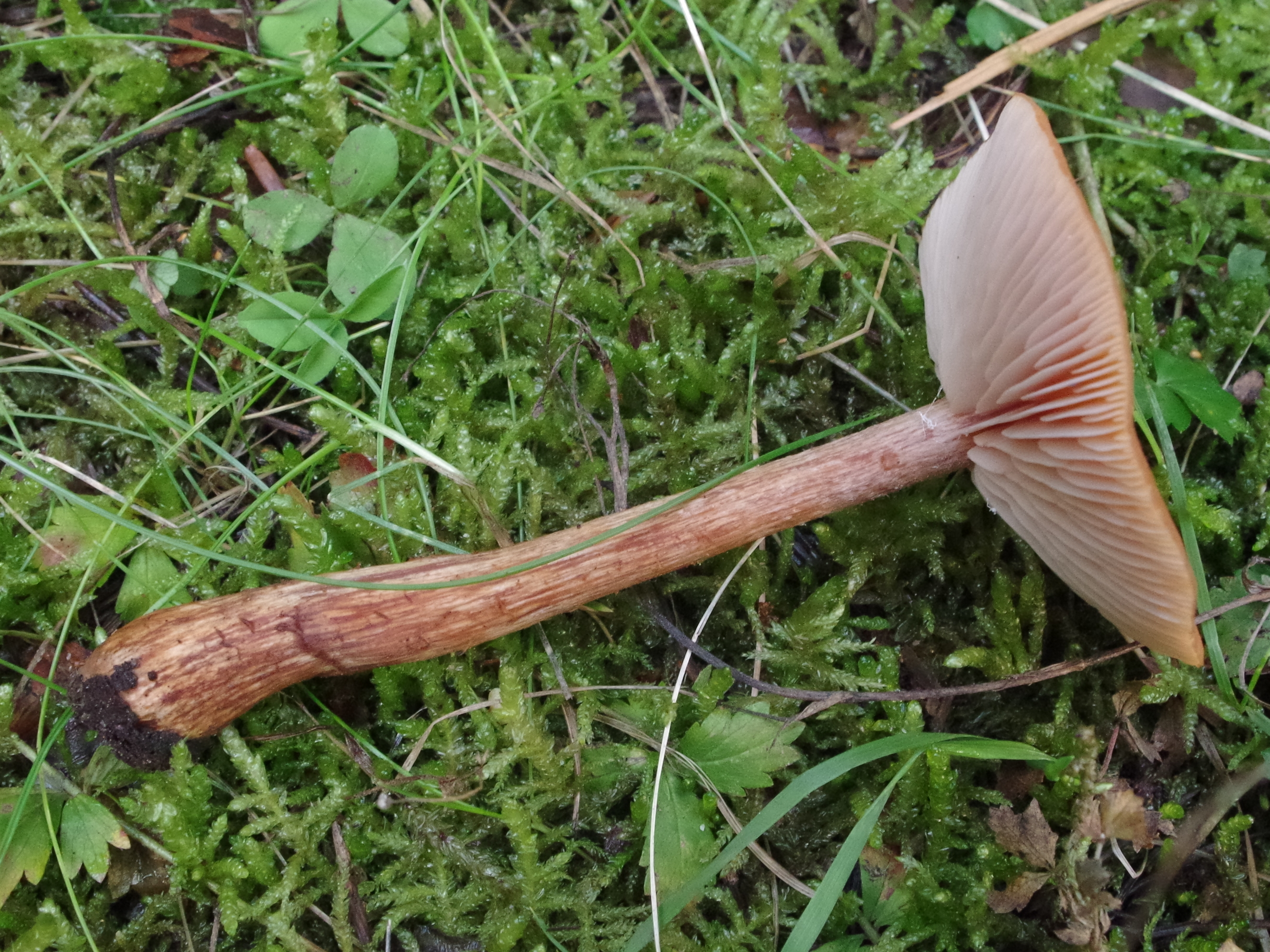
Steel
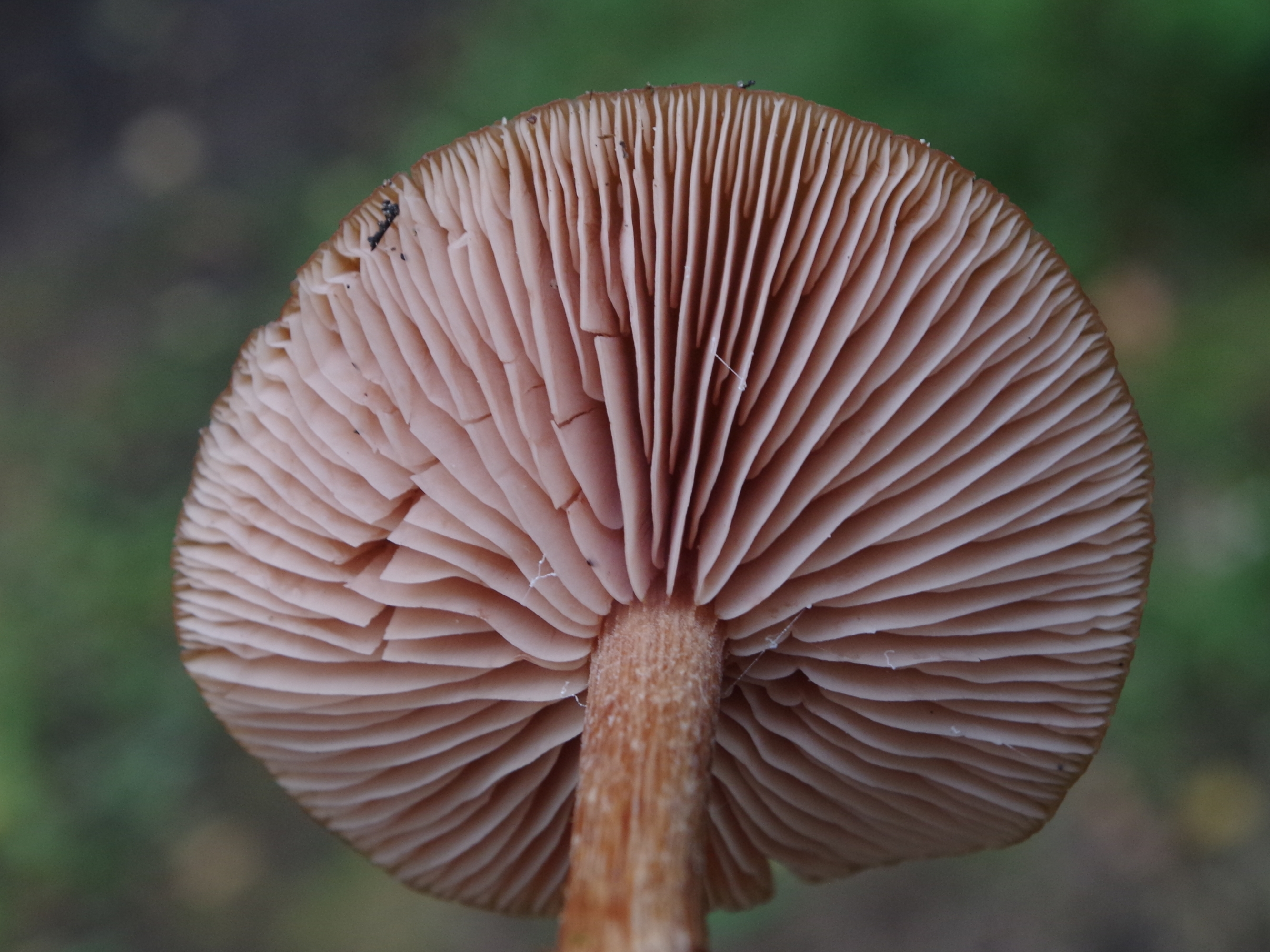
Lamellen